# Mercedes Brignone
Pour les articles homonymes, voir Brignone.
Mercedes Brignone (Née à Madrid le 18 mai 1885 et morte à Milan le 24 juin 1967) était une actrice hispano-italienne du cinéma muet. 

## Biographie
Mercedes Brignone était la fille de l'acteur Giuseppe Brignone et a souvent joué les divas ; elle est apparue dans de nombreux films muets pour Milano Films au cours des années 1910 jouant par la suite essentiellement des rôles secondaires. Elle était la sœur du réalisateur et acteur Guido Brignone et la tante de l'actrice Lilla Brignone.

## Filmographie partielle
- 1912 : Le Mari à la campagne
- 1914 : La corsa all'abisso d'Attilio Fabbri
- 1914 : Il re dell'Atlantico
- 1914 : La Dot du pantin de Baldassarre Negroni
- 1914 : Le Rubis de la destinée
- 1914 : Le Spectre blanc
- 1914 : Il piccolo contorsionista
- 1914 : Vizio atavico
- 1915 : A San Francisco
- 1915 : Mezzanotte
- 1915 : Tragica missione
- 1916 : Espiazione
- 1916 : La Gioconda
- 1916 : Medusa velata
- 1917 : Ah !le donne !
- 1917 : Cause ed effetti
- 1917 : Hamlet d'Eleuterio Rodolfi : Gertrude
- 1917 : Il delitto dell'opera
- 1917 : La Flotta degli emigranti
- 1918 : Il perfetto amore
- 1918 : La Signora Rebus
- 1918 : Un dramma di Vittoriano Sardou
- 1919 : Federica d'Illiria
- 1919 : Il buon Samaritano
- 1919 : Il marito dell'amica
- 1919 : La Maestrina
- 1920 : Il marito in campagna
- 1920 : Il mio amante
- 1920 : L'Ultimo dei Borgia
- 1921 : Il privilegio dell'amore
- 1921 : Il quadro di Osvaldo Mars
- 1921 : La Lotta per la vita
- 1921 : Le Campane di San Lucio
- 1922 : I due sergenti  de Guido Brignone : Claudie
- 1922 : Il segreto del morto
- 1924 : Maciste e il nipote d'America
- 1930 : La Dernière Berceuse (La canzone dell'amore) de Gennaro Righelli
- 1930 : Nerone d'Alessandro Blasetti : Atte
- 1931 : Cour d'assises (Corte d'Assise) de Guido Brignone
- 1931 : La Scala
- 1931 : La stella del cinema
- 1931 : Vous que j'adore (Rubacuori) de Guido Brignone : Giulietta Dupré
- 1934 : Le Conspirateur (Teresa Confalonieri) de Guido Brignone
- 1934 : Seconda B de Goffredo Alessandrini
- 1935 : Il serpente a sonagli de Raffaello Matarazzo
- 1936 : La marcia nuziale : Signora de Plessans
- 1936 : L'Accident (Vivere!) de Guido Brignone : Signora Montorsi
- 1939 : Il documento
- 1943 : Sant'Elena, piccola isola de Umberto Scarpelli et Renato Simoni : Letizia Bonaparte
- 1951 : Lorenzaccio de Raffaello Pacini
- 1959 : Brèves Amours (Vacanze d'inverno) de Camillo Mastrocinque et Giuliano Carnimeo : Princesse Valmarin